# DeveloperWorks
O developerWorks é um portal gratuito da IBM que concentra recursos técnicos para desenvolvedores, estudantes e profissionais de TI de todo o mundo. O site atrai 8 milhões de visitantes únicos por mês em 195 países, e tem como objetivo ajudar os usuários a desenvolver habilidades, resolver problemas, colaborar e interagir com outros profissionais, e ficar à frente das últimas tendências em padrões abertos, além de oferecer recursos como softwares e tutoriais que facilitem a vida do profissional.
O developerWorks contém milhares artigos e tutoriais (sendo quase 2 mil deles em língua portuguesa), bem como guias de capacitação (que guiam estudantes que buscam conhecimentos em determinadas tecnologias), downloads de software e exemplos de código, fóruns de discussão, podcasts, blogs, wikis, webcasts e outros recursos.
No portal, os usuários ficam informados sobre as principais mudanças tecnológicas que influenciam diretamente em suas profissões, como códigos abertos, Industries, Java, Linux, SOA e serviços web, desenvolvimento web, Ajax, PHP e XML, bem como aprender sobre os produtos IBM (WebSphere, Rational, Lotus, Tivoli e DB2). Outros assuntos abordados no portal são Smarter Planet, Smarter Cities e Cloud Computing.
Além de toda a informação técnica disponível, o developerWorks oferece uma rede social de com mais de 1 milhão de membros registrados. A rede social  foi criada com o objetivo de ajudar os usuários a construir relacionamentos com profissionais da área, além de incentivar o debate e a colaboração para soluções difíceis questões técnicas. Dentro da comunidade, os usuários podem tirar proveito de grupos e atividades para facilitar a colaboração, perfis e blogs para ganhar o reconhecimento pessoal, e uma página de destino personalizada que mostra conteúdos que correspondem a seus interesses para aumentar a produtividade.
O portal developerWorks foi iniciado em 1999 e está disponível também na China, Japão, Rússia, Vietnã, Brasil e Espanha, além do portal em inglês que atende os países da América do Norte.  Ele tem sido considerado o "paraíso dos desenvolvedores" e "o melhor lugar para ficar por dentro de tecnologias como "Linux, Java, XML e até Wireless, e já ganhou vários prêmios, incluindo o Jolt Product Excellence Award de 2004 na categoria "Web Sites e Redes de Desenvolvedores". E em 2007, developerWorks foi incluído no Jolt Hall of Fame.
A versão brasileira do developerWorks foi lançada em 2009 e atualmente conta com mais de 90 mil acessos e mais de 3 mil cadastros por mês. Mais de 1.500 artigos e tutoriais já estão em língua portuguesa e o portal hospeda mais de 600 blogs.
O portal também possui o Radar developerWorks, um programa mensal com as últimas novidades sobre o mundo da tecnologia.